# 達倫·卡夫
達倫·卡夫（英語：Darren Cave；1987年4月5日—）是一位愛爾蘭橄欖球運動員。他是愛爾蘭國家橄欖球隊的一員，代表愛爾蘭參加了2015年世界盃橄欖球賽。